# 徐新荣
徐新荣（1962年4月—），汉族，陕西乾县人，中华人民共和国地方政治人物；中共中央党校函授学院经济管理专业毕业，北京大学光华管理学院高级管理人员工商管理硕士。1984年6月加入中国共产党，是中共第十九届中央委员会候补委员。曾任中共延安市委书记，渭南市委书记、市长。现任陕西省政协主席。

## 从政经历
1980年9月，徐新荣考入原陕西省仪祉农校（今属咸阳职业技术学院）学习。1983年8月毕业后，被分配到咸阳市兴平县共青团工作。此后，徐新荣长期在咸阳市地方党政部门任职，逐级晋升；曾历任共青团咸阳市委干事、工农青年部部长，中共咸阳市委组织部干事、主任科员、科长，秦都区委常委、组织部长(其间于1994年9月至1996年12月，参加中央党校领导干部函授班经济管理专业学习)。1997年11月，出任中共秦都区委副书记、区长（其间于1997年9月至1999年7月，参加陕西师范大学经济学专业硕士研究生班学习）；2000年6月，任中共秦都区委书记；2002年7月，任中共咸阳市委常委、兼秦都区委书记；2004年3月，升任中共咸阳市委副书记。
2006年11月，徐新荣离开家乡，先后在渭南、延安两地担任党政要职。2006年11月，任中共渭南市委副书记，两年后兼任渭南市市长，2013年2月，出任中共渭南市委书记；2015年6月，升任中共陕西省委常委、兼中共延安市委书记，并在2017年10月召开的中共十九大上，当选中央委员会候补委员。
2021年1月，徐新荣出任中共陕西省委统战部部长；次年1月，任陕西省政协党组书记，于当月20日，当选陕西省政协主席。